# Курово (Дмитровский городской округ)
Курово — деревня в Дмитровском районе Московской области, в составе городского поселения Дмитров. Население — 173 чел. (2010).

## Расположение
Деревня расположена в центральной части района, примерно в 6 км южнее Дмитрова, высота центра над уровнем моря 183 м. Ближайшие населённые пункты — Ильинское на востоке и Капорки на юго-западе. У деревни находится популярный горнолыжный курорт Сорочаны.

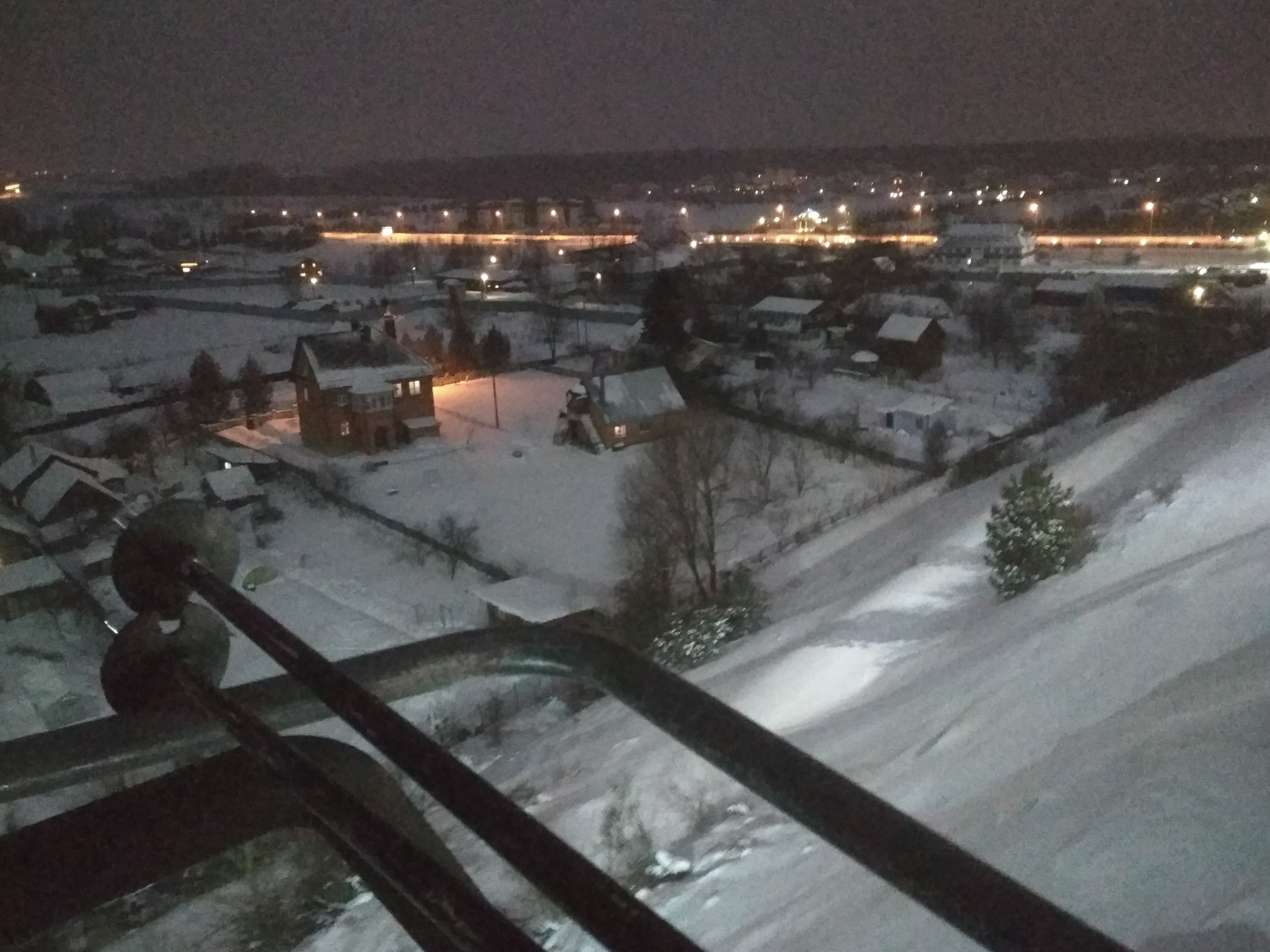
Деревня Курово с двухкресельного подъёмника горнолыжного курорта

## История
В 1926 году деревня входила в Деденевскую волость Дмитровского уезда Московской губернии. В 42 крестьянских дворах проживали 91 мужчина и 116 женщин (207 человек).
В 1927—1954 годах Курово — центр Куровского сельсовета. До 2006 года Курово входило в состав Ильинского сельского округа.

## Население
| 2002 | 2006 | 2010 |
| ---- | ---- | ---- |
| 193  | ↘179 | ↘173 |